# Heden, Åls socken
Heden är en by i Åls socken, Leksands kommun. Byn utgör idag en del av Insjön.
Byn är känd sedan 1500-talet. Den indelas i Övre och Nedre Heden. I Övre Heden finns ett långsideshärbre med inskuren datering till 1624, Berg Olles parhärbre, som har stått kvar på sin ursprungliga plats. Byggnaden är idag byggnadsminne. På 1920-talet fanns 42 gårdar i Övre Heden och 31 gårdar i Nedre Heden.
I Övre Heden fanns då också den 1914 anlagda järnvägsstationen och ett framväxande småsamhälle med en brandstation, en elaffär, en fiskeredskapsfabrik, en teknisk fabrik och ett kafferosteri. Insjöns verkliga centrum fanns dock fortfarande vid den tiden i Holen.